# Поляни (Требішов)
Поляни (словац. Poľany) — село в окрузі Требішов Кошицького краю Словаччини. Площа села 18,51 км². Станом на 31 грудня 2016 року в селі проживало 520 жителів.
Протікає річка Латориця.

## Історія
Перші згадки про село датуються 1214 роком.

## Населення
| Рік:            | 1994. | 2004. | 2014.   | 2024.    |
| --------------- | ----- | ----- | ------- | -------- |
| Кількість осіб: | 460   | 529   | 557     | 479      |
| Різниця:        |       | +15 % | +5,29 % | -14,00 % |

| Рік:            | 2023. | 2024.   |
| --------------- | ----- | ------- |
| Кількість осіб: | 482   | 479     |
| Різниця:        |       | -0,62 % |